# Манильский симфонический оркестр
Манильский симфонический оркестр (англ. Manila Symphony Orchestra) — филиппинский симфонический оркестр, действующий в Маниле. Основан в 1926 году и является одним из старейших оркестров Азии (согласно некоторым источникам — старейшим).

## История
Оркестр был основан работавшим на Филиппинах австрийским дирижёром Александром Липпаем и дал свой первый концерт 22 января 1926 года в здании тогдашней Манильской оперы, с 1931 года выступал на сцене нового Манильского столичного театра. В том же году было основано Манильское симфоническое общество для финансовой поддержки оркестра, испытывавшего постоянные финансовые трудности; им энергично управляла Филомена Росес де Легарда, вдова известного филиппинского политика Бенито Легарды. Определённые сложности вызывало и требовательное отношение Липпая к малоподготовленным оркестрантам-филиппинцам. В 1935 году Липпай учредил серию Народных концертов с билетами по 30 сентаво, завоевавшие большую популярность: так, в 1937 году филиппинские газеты то и дело сообщали о полностью распроданных билетах (при том, что в Столичном театре было 1670 мест). Оркестру оказывал прямую поддержку президент страны Мануэль Кесон. Концертмейстером коллектива выступал высокоодарённый филиппинский скрипач Эрнесто Вальехо, концертмейстером виолончелей был русский музыкант Василий Приходько.
В ходе японской оккупации Филиппин во время Второй мировой войны деятельность оркестра была полностью остановлена, его руководитель Херберт Циппер был интернирован. Однако уже 9 мая 1945 года, ещё до полного освобождения Филиппин, состоялся первый послевоенный концерт, в ходе которого прозвучали Героическая симфония Людвига ван Бетховена и симфония «Из Нового света» Антонина Дворжака. Крупным событием в истории оркестра стали совместные выступления с Иегуди Менухиным в ходе его филиппинских гастролей 1948 года. Однако во второй половине 1940-х гг., после отъезда Циппера в США, коллектив переживал значительные организационные трудности и в 1949 г. был распущен. Начиная с 1951 г. Циппер вместе с местными энтузиастами предпринял ряд усилий по возрождению оркестра, в том числе через серию оперных и балетных постановок, среди которых наиболее этапной была постановка в 1956 году оперы Жоржа Бизе «Кармен» на тагальском языке. В 1952 г. к оркестру присоединился любительский хор, в 1954 г. стартовала программа выступлений оркестра в учебных заведениях Манилы и окрестностей. В 1957 г. под патронатом оркестра был проведён конкурс пианистов на исполнение Первого фортепианного концерта П. И. Чайковского. Помимо Циппера с оркестром работали филиппинские дирижёры Бернардино Кустодио и Антонино Буэнавентура.
В 2014 году при МСО был учреждён Манильский юношеский симфонический оркестр (англ. Manila Symphony Junior Orchestra), состоящий из музыкантов от 9 до 21 года.

## Музыкальные руководители
- Александр Липпай (1926—1939)
- Херберт Циппер (1939—1946, 1951—1966)
- Оскар Ятко[нидерл.] (1966—1973)
- Хелен Куок[англ.] (1974—1979)
- Серхио Эсмилья (1979—1985)
- Хосефино Чино Толедо (1985—1988)
- Марлон Чен (с 2019 г.)